# 国道14号線 (韓国)

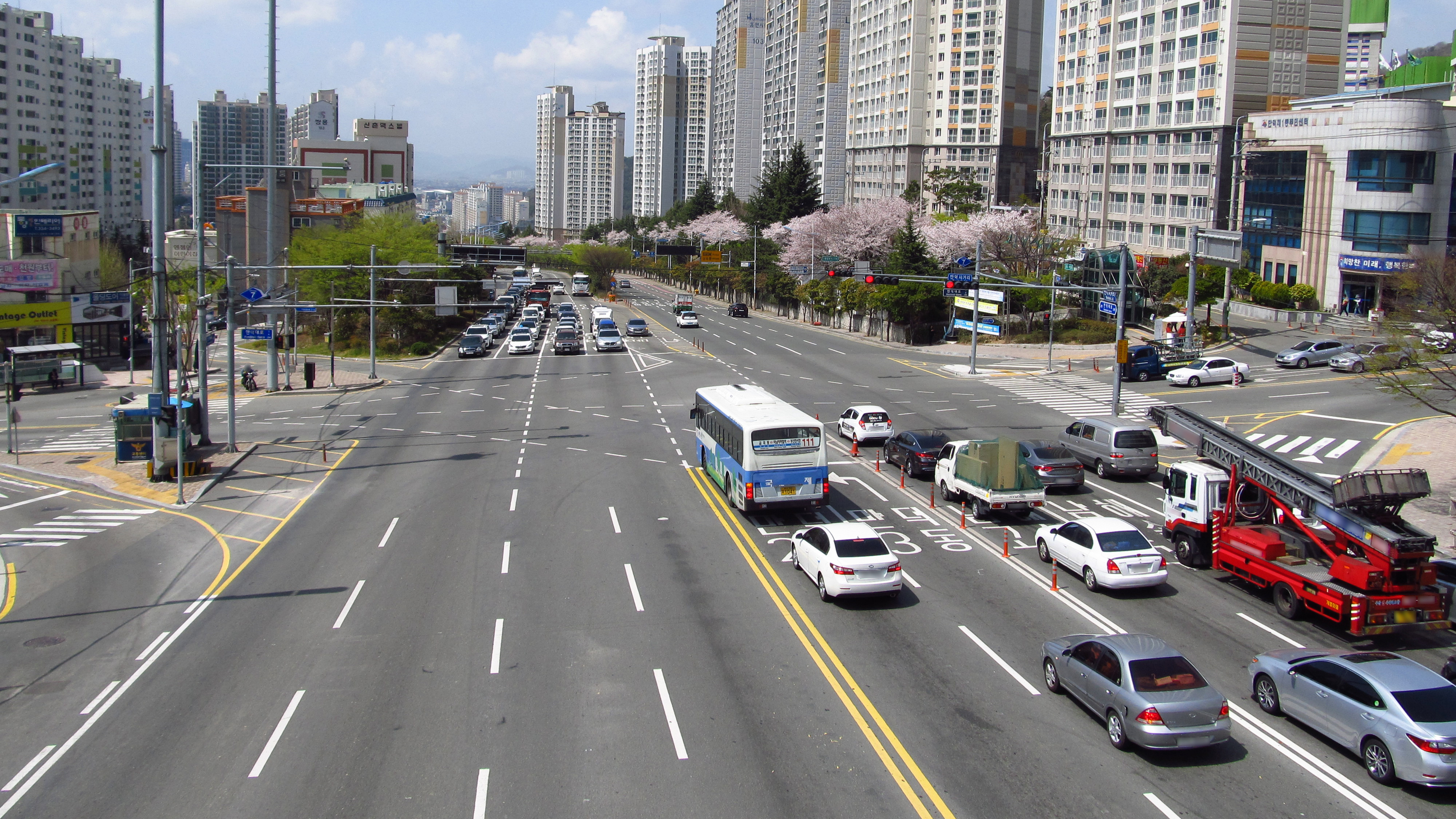
万徳駅と隣接している万徳四距離附近。

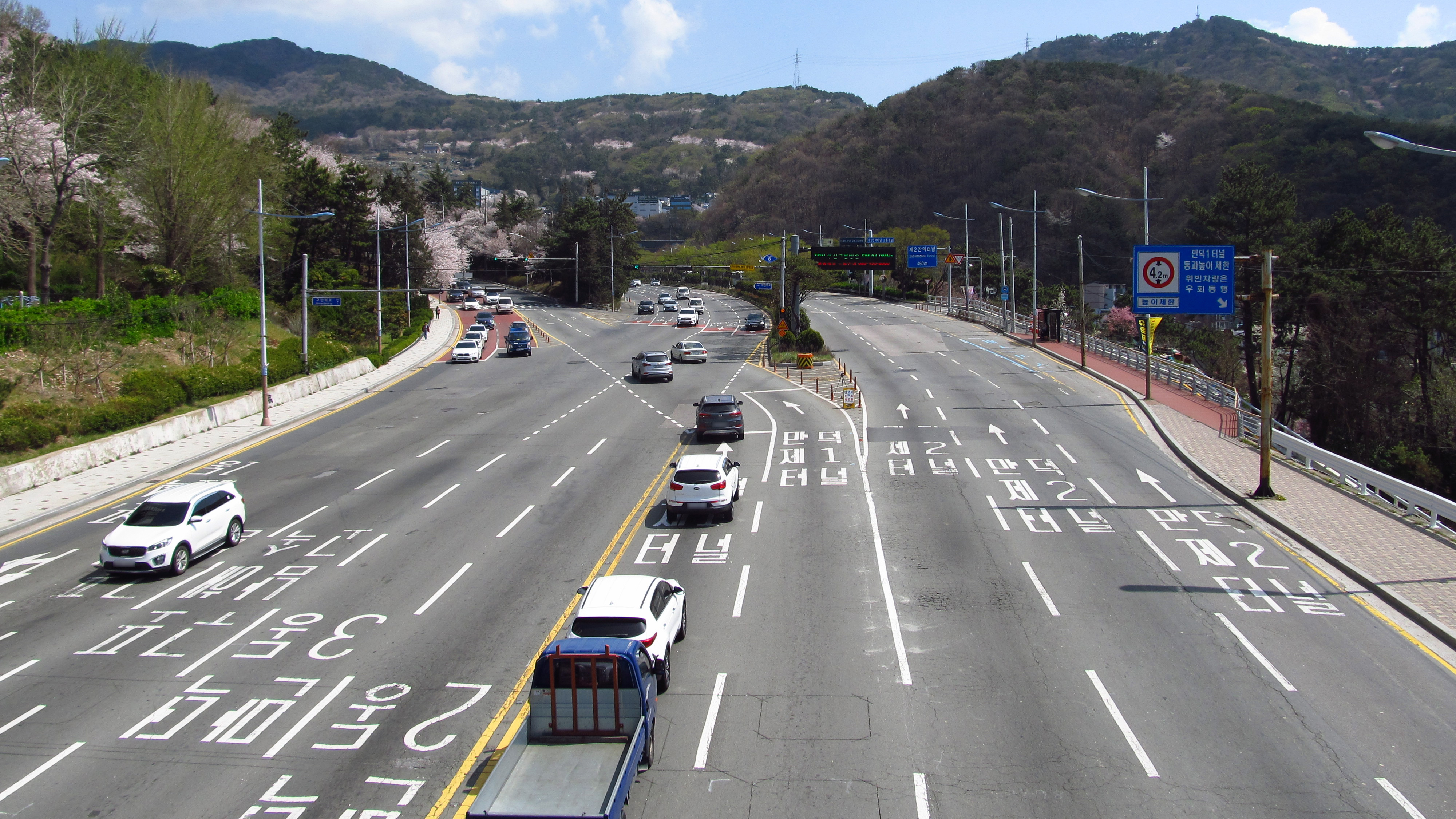
万徳四距離

国道14号線(こくどう14ごうせん、巨済-浦項線、ハングル: 국도 제14호선)は慶尚南道巨済市南部面から慶尚北道浦項市南区へ至る大韓民国の一般国道である。

## 歴史
- 1971年8月31日 : 一般国道路線指定令により国道第14号線巨済-浦項線になる。

## 通過する自治体
- 慶尚南道
  - 巨済市 - 統営市 - 固城郡 - 昌原市 馬山合浦区 - 昌原市 馬山会原区 - 昌原市 義昌区 - 金海市
- 釜山広域市
  - 江西区
- 慶尚南道
  - 金海市
- 釜山広域市
  - 江西区
- 慶尚南道
  - 金海市
- 釜山広域市
  - 江西区 - 北区 - 東萊区 - 金井区 - 海雲台区 - 機張郡
- 蔚山広域市
  - 蔚州郡 - 南区 - 蔚州郡 - 南区 - 中区 - 蔚州郡
- 慶尚北道
  - 慶州市 - 浦項市 南区

## 交差する道路
高速道路
- 南海高速道路
- 蔚山高速道路
- 統営-大田高速道路
- 東海高速道路
- 南海高速道路第一支線
- 釜山外郭循環高速道路（朝鮮語版）

国道
- 国道2号線
- 国道4号線
- 国道5号線
- 国道7号線
- 国道24号線 (韓国)
- 国道25号線
- 国道31号線 (韓国)（朝鮮語版）
- 国道33号線 (韓国)
- 国道35号線 (韓国)（朝鮮語版）
- 国道77号線
- 国道79号線